# Чемпионат Москвы по футболу 1934 (весна)
Чемпионат Москвы по футболу 1934 (весна) стал ХХХVII-м первенством столицы.
Чемпионат был  проведен спортивными секциями при Московском Городском Совете Профессиональных Союзов (МГСПС) и Московском Городском Совете Физической Культуры (МГСФК) как единое первенство — высшая группа (в этом сезоне носившая название «подгруппа «А» первой группы») разыгрывала первенство Москвы, все остальные группы - первенство МГСПС (официальное название турнира — Первенство Москвы и МГСПС).
Победителем среди первых команд стала команда «Промкооперация».

## Организация и проведение турнира
Чемпионат проводился в 8 группах по 8 команд (всего 64 клуба). В подгруппах «А» и «Б» первой группы клубы выставляли по пять команд и, впервые с этого сезона, команды ветеранов — так называемых «старичков» — состоящих из игроков не моложе 1902 года рождения. Чемпионы определялись по каждой из команд и в «клубном зачете» с учетом дифференцированного числа очков в зависимости от старшинства команды.
В подгруппе «А» первой группы выступало 8 клубов:
- «Промкооперация»
- «Динамо»
- ЗиС
- «Красный Пролетарий»
- «Серп и Молот»
- ЦДКА
- ЗиФ
- «Казанка»

Ведущие игроки команды «Дукат» во главе с братьями Старостиными вернулись во вновь воссозданную футбольную команду «Промкооперация», и она решением МГСФК заменила серебряного призера предыдущего первенства — «Дукат» — в подгруппе «А» («Дукат» был отправлен в подгруппу «Б»).
По итогам «клубного зачета» предусматривались переходные матчи между худшей командой высшей и лучшей командой низшей подгрупп.

## Ход турнира (Подгруппа «А» I группы, первые команды)
Чемпионат стартовал 12 мая. Игры прошли в один круг.

### Турнирная таблица[3]
| №   | Команды              | 1   | 2   | 3   | 4   | 5   | 6   | 7   | 8   | В | Н | П | М       | О  |
| --- | -------------------- | --- | --- | --- | --- | --- | --- | --- | --- | - | - | - | ------- | -- |
|     | «Промкооперация»     |     | 1:3 | 4:3 | 3:0 | 0:1 | 2:1 | 5:0 | 3:1 | 5 | 0 | 2 | 18 — 9  | 17 |
|     | «Динамо»             | 3:1 |     | 1:2 | 7:2 | 0:0 | 4:2 | 1:2 | 4:0 | 4 | 1 | 2 | 20 — 9  | 16 |
|     | ЗиС                  | 3:4 | 2:1 |     | 2:2 | 4:2 | 4:5 | 3:1 | 2:4 | 3 | 1 | 3 | 20 — 19 | 14 |
| 4   | «Красный Пролетарий» | 0:3 | 2:7 | 2:2 |     | 3:2 | 0:0 | 2:2 | 5:2 | 2 | 3 | 2 | 14 — 18 | 14 |
| 5-6 | «Серп и Молот»       | 1:0 | 0:0 | 2:4 | 2:3 |     | 1:1 | 1:2 | 6:3 | 2 | 2 | 3 | 13 — 13 | 13 |
| 5-6 | ЦДКА                 | 1:2 | 2:4 | 5:4 | 0:0 | 1:1 |     | 3:0 | 2:3 | 2 | 2 | 3 | 14 — 14 | 13 |
| 7   | ЗиФ                  | 0:5 | 2:1 | 1:3 | 2:2 | 2:1 | 0:3 |     | 0:0 | 2 | 2 | 3 | 7 — 15  | 13 |
| 8   | «Казанка»            | 1:3 | 0:4 | 4:2 | 2:5 | 3:6 | 3:2 | 0:0 |     | 2 | 1 | 4 | 13 — 22 | 12 |

### Потуровая таблица
| № тура / Команда     | 1                | 2 | 3 | 4 | 5 | 6 | 7   |   |
| -------------------- | ---------------- | - | - | - | - | - | --- | - |
| № тура / Команда     | «Промкооперация» | 6 | 3 | 2 | 1 | 1 | 1   | 1 |
| «Динамо»             | 7                | 6 | 3 | 3 | 6 | 3 | 2   |   |
| ЗиС                  | 4                | 7 | 6 | 6 | 5 | 2 | 3   |   |
| «Красный Пролетарий» | 1                | 5 | 5 | 5 | 3 | 5 | 4   |   |
| «Серп и Молот»       | 2                | 1 | 1 | 2 | 2 | 4 | 5-6 |   |
| ЦДКА                 | 3                | 2 | 4 | 4 | 4 | 6 | 5-6 |   |
| ЗиФ                  | 8                | 8 | 8 | 8 | 8 | 8 | 7   |   |
| «Казанка»            | 5                | 4 | 7 | 7 | 7 | 7 | 8   |   |

### Матчи
| 12 мая | ЦДКА | 5:4 | ЗиС | ЗиС |

| 12 мая                 | «Красный Пролетарий» | 5:2 | «Казанка» |                   |
|                        |                      |     |           | Судья: В.Рябоконь |
| Казанка: Разумовский - |                      |     |           |                   |

| 12 мая | «Серп и Молот» | 1:0     | «Промкооперация» | СиМ              |
| | - А.Попов 80′  | (отчёт) |                  | Зрителей: 10 000 |
| Серп и Молот: ... А.Попов ... Промкооперация: И.Филиппов - Ал.Старостин, Г.Путилин - П.Старостин, Ан.Старостин, Леута - Н.Старостин, Комаров, В.Степанов, Е.Москвин, Величкин |                |         |                  |                  |

| 15 июня (перенос) | ЗиФ                   | 2:1     | «Динамо»     | «Динамо»                           |
| | - Ал.Ржевцев ~50′ 78′ | (отчёт) | - 53′ Якушин | Зрителей: 10 000 Судья: В.Васильев |
| ЗиФ: ... - Глазков, Карелин - Карасёв, Новиков, Михайлов - Бухарин, Ал.Ржевцев, ... Динамо: Квасников - Корчебоков,Тетерин - Стрелков, Якушин, Рёмин - Новиков, Смирнов, Иванов, Павлов, Ильин |                       |         |              |                                    |

| 18 мая | «Динамо»                                                        | 7:2     | «Красный Пролетарий»          | «Динамо»                         |
| | - Иванов 12′ 37′ 61′ - Смирнов 23′ - Ильин 58′ - Павлов 74′ 81′ | (отчёт) | - 14′ Рязанцев - 86′ Коршаков | Зрителей: 5 000 Судья: М.Бухарин |
| Динамо: Фокин - Корчебоков,Тетерин - Дубинин, Стрелков, Столяров - В.Соколов, Смирнов, Иванов, Павлов, Ильин Красный Пролетарий: Кочетов - Пчеликов , Родионов - Вик.Павлов, Стыкин, Дергачёв - Н.Тарасов, Н.Бугров, Рязанцев, Коршаков, П.Тарасов |                                                                 |         |                               |                                  |

| 18 мая | «Серп и Молот» | 1:1 | ЦДКА | СиМ |

| 18 мая | «Промкооперация» | 5:0 | ЗиФ | «Лесдрев»        |
|        |                  |     |     | Судья: Дворников |

| 18 мая | «Казанка» | 4:2 | ЗиС |  |

| 27 мая | ЗиС                 | 2:1     | «Динамо»     | ЗиС                               |
| | - В.Семёнов 24′ 60′ | (отчёт) | - 82′ Павлов | Зрителей: 10 000 Судья: А.Щелчков |
| ЗиС: Виноградов (Курский, 85) - Поляков, Ананьев - Маслов, Сигачёв , Павлов - Орлов, Заварцев, В.Семёнов, Е.Семёнов, Емельянов Динамо: Фокин - Корчебоков,Тетерин - Дубинин, Коротков, Рёмин - Лапшин, Смирнов, Иванов, Павлов, Ильин |                     |         |              |                                   |

| 27 мая | «Серп и Молот» | 6:3 | «Казанка» |  |

| 27 мая | «Красный Пролетарий» | 2:2 | ЗиФ |  |

| 27 мая                                                      | «Промкооперация» | 2:1 | ЦДКА | «Трехгорка» |
| Промкооперация: ... Н.Старостин ... · ЦДКА: ... Саванов ... |                  |     |      |             |

| 30 мая | «Динамо» | 0:0     | «Серп и Молот» | «Динамо»                          |
| |          | (отчёт) |                | Зрителей: 15 000 Судья: А.Рябинин |
| Динамо: Квасников - Корчебоков, Тетерин - Дубинин, Коротков, Стрелков - Лапшин, Смирнов, Иванов, Павлов, Ильин Серп и Молот: Глазунов - Афонин, Аркадьев - Максимов, Н.Ильин, К.Блинков - Потапов, Попов, В.Блинков, Петров, Богданов |          |         |                |                                   |

| 30 мая | «Промкооперация» | 3:1 | «Казанка» | КОР |

| 30 мая | ЦДКА | 3:0 | ЗиФ |  |

| 30 мая | ЗиС | 0:0 | «Красный Пролетарий» |  |

| 24 мая (перенос) | «Динамо»                    | 3:1     | «Промкооперация» | им.Томского                        |
| | - Ильин 5′ 52′ - Иванов 13′ | (отчёт) | - 3′ Комаров     | Зрителей: 10 000 Судья: В.Рябоконь |
| Динамо: Фокин - Корчебоков,Тетерин - Дубинин, Коротков, Рёмин - Лапшин, Смирнов, Иванов, Павлов, Ильин Промкооперация: И.Филиппов - Ал.Старостин, Г.Путилин - П.Старостин, Ан.Старостин, Леута - Н.Старостин, Комаров, Степанов, Е.Москвин, Малхасов |                             |         |                  |                                    |

| 6 июн | ЗиС | 3:1 | ЗиФ |  |

| 6 июн | «Красный Пролетарий» | 3:2 | «Серп и Молот» |  |

| 6 июн | «Казанка» | 3:1 | ЦДКА |  |

| 12 июн | «Динамо»                                           | 4:2     | ЦДКА                            | «Динамо»                          |
| | - Якушин 25′ - Иванов 30′ - Ильин 48′ - Павлов 60′ | (отчёт) | - 38′ Щавелев - 73′ Семичастный | Зрителей: 10 000 Судья: Н.Корнеев |
| Динамо: Фокин - Корчебоков,Тетерин - Коротков, Якушин, Рёмин - Новиков, Смирнов, Иванов, Павлов, Ильин ЦДКА: Рыжов - Лясковский, Саванов - Зенкин, А.Кузнецов, Никишин - Семичастный, Е.Стрепихеев, С.Артемьев, Щавелев, Бочков |                                                    |         |                                 |                                   |

| 12 июн | «Промкооперация» | 3:0 | «Красный Пролетарий» | «Красный пролетарий» |

| 12 июн | ЗиС | 4:2 | «Серп и Молот» |  |

| 12 июн | ЗиФ | 0:0 | «Казанка» |  |

| 18 июн | «Динамо»                                           | 4:0     | «Казанка» | КОР                              |
| | - Иванов 30′ - Лапшин 55′ - Ильин 72′ - Павлов 84′ | (отчёт) |           | Зрителей: 5 000 Судья: А.Рябинин |
| Динамо: Квасников - Корчебоков, Тетерин - Дубинин, Якушин, Рёмин - Новиков, Лапшин, Иванов, Павлов, Ильин Казанка: Разумовский - И.Андреев , Рожнов - Аронов, Загрядсков, Кошелев - Петров, А.Соколов, Мордасов, Лавров, Е.Семёнов |                                                    |         |           |                                  |

| 18 июн | «Промкооперация» | 4:3 | ЗиС | «Трехгорка» |

| 17 июн | ЦДКА | 0:0 | «Красный Пролетарий» |  |

| 18 июн | ЗиФ | 2:1 | «Серп и Молот» |  |

## Клубный зачет

### Подгруппа «А» I группа
Победители в «младших» командах
- II —  «Серп и Молот»;
- III —  «Динамо»;
- IV —  «Промкооперация»;
- V —  «Динамо»;
- «старички» — «Серп и Молот»;

«Клубный зачет»
- Победитель —  «Динамо»;
- Последнее место — «Красный Пролетарий»; в переходных матчах клубом уступил победителю Подгруппы «Б» I группы — команде «Электрозавод».

### «Младшие» группы
«Клубный зачет»
- Подгруппа «Б» I группы — «Электрозавод»;
- Подгруппа «А» II группы — «Перово»;
- Подгруппа «Б» II группы — «Шоферы»;
- Подгруппа «А» III группы — Люберецкий завод;
- Подгруппа «Б» III группы — Завод им.Горбунова;
- Подгруппа «А» IV группы — Завод им.Войтовича;
- Подгруппа «Б» IV группы — Фабрика им.Алексеева;